# Stari zatvor u Umeu
Stari zatvor u Umeu (šved. Umeå gamla fängelse), ili länscellfängelset (šved.: lenska zatvorska ćelija), zatvor u Umeu sagrađen 1861. godine. Bio je jedan od rijetkih objekata koji nisu izgorjeli u gradskom požaru 1888. Dakle, to je jedna od najstarijih preostalih građevina u Umeu, a od 1992. označena je kao byggnadsminne (šved.: spomen-građevina). Do 1981. u zatvoru su bili smješteni stanovnici, a potom su tijekom 1980-ih i 1990-ih ondje organizirane predstave. Zatvor je obnovljen i prenamijenjen u hotel 2007./2008.

## Povijest
Stari zatvor u Umeu bio je jedan od 20 lenskih zatvora koje je projektirao Wilhelm Theodor Anckarsvärd, ujedno arhitekt Fångvårdsstyrelsena (šved.: Popravni odbor) tijekom razdoblja 1855. – 1877.
Ovaj je zatvor izgrađen po filadelfijskom sistemu, što znači da su zajedničke ćelije bile zamijenjene pojedinačnim ćelijama u kojima su zatvorenici mogli razmišljati o svojoj sudbini. U zatvoru se nalazilo ukupno 24 ćelije na dva kata koje su bile smještene duž vanjskih zidova tako da su svi imali dnevno svjetlo. U zgradi zatvora bile su također smještene kancelarije i stambeni prostori. Zgrada je bila jedna od rijetkih koja je preživjela veliki požar 1888. Južna je palisada također preživjela požar te ona suvremenim posjetiteljima daje ideju o obliku zatvorskog dvorišta.
Tadašnji urednik lokalnih novina Västerbottens-Kuriren Gustav Rosén (1876. – 1942.) proveo je 1916. godine tri mjeseca u zatvoru. Osuđen je zbog klevete gradskog stadsfiskala (šved: gradski fiskal), najvišeg gradskog policijskog dužnosnika. To je bio vrhunac tzv. umejskih prepiraka (šved. Umeåbråken), koje su privukle veliku pažnju nacije.
Zatvor je trenutno najstarija sačuvana kamena građevina u Umeu i i jedan je od najbolje sačuvanih zatvora u državi. Bio je u upotrebi do 1981. nakon čega je izgrađen zatvor u Umeu. Zatvor je u vlasništvu Odbora nacionalnih objekata Švedske (SFV), a nacionalnim spomenikom postao je 1992.

## Kazalište
Od 1987. godine, a naročito tijekom 1990-ih zgradu i dvorište zatvora rabile su amaterska kazališna grupa Grotteatern i i nezavisna kazališna grupa Profilteatern. Za stogodišnjicu razornog požara iz 1888. Grotteatern je 1988. godine postavio kazališnu produkciju Igra velike vatre (šved. Spelet om den stora branden) (autora Franka Kelbera) u dvorištu starog zatvora. Grotteatern i Profilteatern nakon toga su dugi niz godina tijekom ljeta pripremali predstave u zatvorskom dvorištu.

## Hotel
Zgrada je 2007./2008. pretvorena u hotel s 23 jednokrevetne sobe, 2 sobe s bračnim posteljama i jednu dvokrevetnu sobu s dvoranom za sastanke i proslave koja može primiti do 50 ljudi. Hotel nudi sobe s komunalnim tuševima i toaletima te sobu za druženje. U aneksu u dvorištu nalazi se kafić Café Göteborg.

## Galerija
- pročelje glavne zgrade zatvora, glavni ulaz koji je okrenut prema Velikoj ulici
- stara sudnica, sada kuća Café Göteborg
- fotografija snimljena s krova zatvora prema sjeverozapadu nakon razorna požara 1888.

## Vanjske poveznice
- Hotel Gamla Fängelset
- Café Göteborg